# 327e division d'infanterie
La  327e division d'infanterie (en allemand : 327. Infanterie-Division ou 327. ID) est une des divisions d'infanterie de l'armée allemande (Wehrmacht) durant la Seconde Guerre mondiale.

## Historique
La 327e division d'infanterie est formée le 15 novembre 1940 dans le secteur de Vienne dans le Wehrkreis XVII en tant qu'élément de la 13. Welle (13e vague de mobilisation).
Après sa formation, elle est envoyée dans l'est de la France en mai 1941 dans la 1. Armee au sein de l'Heeresgruppe D pour contrôler la ligne de démarcation, puis à partir de décembre 1941, elle rejoint la Bretagne dans la 7. Armee pour des taches d'occupation et de défenses côtières.
Elle est dans le secteur de La Rochelle en novembre 1942 quand elle participe à l'invasion de la zone libre pour se retrouver sur la côte méditerranéenne.
En mars 1943, elle est transférée sur le Front de l'Est au sein de l'Heeresgruppe Mitte et la 2. Armee à l'ouest de Koursk.
Après la bataille de Koursk, elle est versée dans l'Heeresgruppe Sud et combat à Kiev où elle subit de lourdes pertes, ainsi qu'à Jitomir.
Elle est dissoute le 2 novembre 1943. L'état-major de la division forme l'état-major de la 357. Infanterie-Division et les éléments survivants forment le Divisions-Gruppe 327 qui est assigné à la 340. Infanterie-Division.

## Organisation

### Commandants
| Date                              | Grade           | Commandant        |
| --------------------------------- | --------------- | ----------------- |
| 15 novembre 1940 - ? octobre 1942 | Generalleutnant | Wilhelm Rupprecht |
| ? octobre 1942 - 30 octobre 1942  | Generalmajor    | Theodor Fischer   |
| 30 octobre 1942 - 9 août 1943     | Generalleutnant | Rudolf Friedrich  |
| ? août 1943 - ? août 1943         | Oberst          | Walter Lange      |

## Théâtres d'opérations
- Autriche : Octobre 1940 - Septembre 1941
- France : Septembre 1941 - Avril 1943
- Front de l'Est, secteur Centre : Avril 1943 - Juillet 1943
- Front de l'Est, secteur Sud : Juillet 1943 - Novembre 1943
  - 5 juillet au 23 août 1943: Bataille de Koursk

## Ordres de bataille
1940
- Infanterie-Regiment 595
- Infanterie-Regiment 596
- Infanterie-Regiment 597
- Artillerie-Regiment 327
- Pionier-Bataillon 327
- Feldersatz-Bataillon 327
- Panzerjäger-Abteilung 327
- Radfahr-Abteilung 327
- Divisions-Nachrichten-Abteilung 327
- Divisions-Nachschubführer 327

1943
- Grenadier-Regiment 595
- Grenadier-Regiment 596
- Grenadier-Regiment 597
- Aufklärungs-Abteilung 327
- Artillerie-Regiment 327
- Pionier-Bataillon 327
- Panzerjäger-Abteilung 327
- Nachrichten-Abteilung 327
- Feldersatz-Bataillon 327
- Versorgungseinheiten 327